# Lee Da-in (actriz nacida en 1992)
Lee Ra-yoon (en Hangul: 이라윤; antes Lee Joo-hee; nacida como Im Yoo-kyung), conocida artísticamente como Lee Da-in es una actriz surcoreana.

## Biografía
Es hija de la actriz surcoreana Kyeon Mi-ri, su hermana mayor es la actriz Lee Yu-bi.
En mayo de 2021 se confirmó que estaba saliendo con el actor surcoreano Lee Seung-gi desde finales del año pasado.

## Carrera
Es miembro de la agencia 9Ato Entertainment.
En agosto del 2020 se unió al elenco de la serie Alice donde interpretó a Kim Do-yeon, una periodista local con una personalidad positiva y cálida que no teme enfrentarse a los demás, hasta el final de la serie el 24 de octubre del mismo año.

## Filmografía

### Series de televisión
| Año  | Título           | Papel               | Red  | Ref.                 |
| ---- | ---------------- | ------------------- | ---- | -------------------- |
| 2014 | Twenty Years Old | Kim Hye-rim         | tvN  | [ 8 ] [ 9 ]          |
| 2015 | Make a Woman Cry | Park Hyo-jeong      | MBC  | [ 10 ] [ 11 ] [ 12 ] |
| 2016 | Entourage        | (cameo, episodio 7) | tvN  |                      |
| 2016 | Hwarang          | Kim Soo-yeon        | KBS2 | [ 13 ] [ 14 ] [ 15 ] |
| 2017 | My Golden Life   | Choi Seo-hyun       | KBS2 | [ 16 ] [ 17 ] [ 18 ] |
| 2018 | Come and Hug Me  | Lee Yeon-ji         | MBC  |                      |
| 2020 | Alice            | Kim Do-yeon         | SBS  |                      |
| 2023 | My Dearest       | Kyung Eun-ae        | MBC  | [ 19 ] [ 20 ]        |

### Películas
| Año  | Título               | Papel                | Ref.                 |
| ---- | -------------------- | -------------------- | -------------------- |
| 2014 | The Fatal Encounter  | Soo-ryun (cameo)     | [ 21 ] [ 22 ] [ 23 ] |
| 2016 | Life Risking Romance | Han Je (adolescente) | [ 24 ] [ 25 ] [ 26 ] |

## Premios y nominaciones
| Año  | Premio               | Categoría                                                       | Trabajo | Resultado |
| ---- | -------------------- | --------------------------------------------------------------- | ------- | --------- |
| 2020 | 28th SBS Drama Award | Excellence Award, Actress in a Miniseries Fantasy/Romance Drama | Alice   | Nominada  |